# Guineische Volleyballnationalmannschaft der Frauen
Die guineische Volleyballnationalmannschaft der Frauen ist die Auswahl guineischer Volleyballspielerinnen, welche die Fédération Guinéenne de Volley-Ball (FGVB) auf internationaler Ebene, beispielsweise in Freundschaftsspielen gegen die Auswahlmannschaften anderer nationaler Verbände, aber auch bei internationalen Wettbewerben repräsentiert. 1961 trat der nationale Verband dem Weltverband Fédération Internationale de Volleyball (FIVB) bei. Im August 2012 wurde die Mannschaft nicht in der Weltrangliste geführt.

## Internationale Wettbewerbe

### Guinea bei Weltmeisterschaften
Die Mannschaft konnte sich bisher nicht für eine Weltmeisterschaft qualifizieren.

### Guinea bei Olympischen Spielen
Bisher gelang es der Mannschaft nicht, sich für die olympischen Wettbewerbe zu qualifizieren.

### Guinea bei Afrikameisterschaften
Die Mannschaft kann bisher zwei Teilnahmen an der Afrikameisterschaft vorweisen:
| - 1976: 6. Platz - 1985: nicht qualifiziert - 1987: nicht qualifiziert - 1989: nicht qualifiziert - 1991: nicht qualifiziert - 1993: nicht qualifiziert - 1995: nicht qualifiziert - 1997: nicht qualifiziert | - 1999: 4. Platz - 2001: nicht qualifiziert - 2003: nicht qualifiziert - 2005: nicht qualifiziert - 2007: nicht qualifiziert - 2009: nicht qualifiziert - 2011: nicht qualifiziert |

### Guinea bei den Afrikaspielen
Guineas Volleyballnationalmannschaft der Frauen nahm bisher mindestens nicht an den Wettbewerben der Afrikaspiele teil.

### Guinea beim World Cup
Guinea kann bisher keine Teilnahme am World Cup – dem Qualifikationsturnier für die Olympischen Spiele – vorweisen.

### Guinea beim World Grand Prix
Der World Grand Prix fand bisher ohne guineische Beteiligung statt.